# 愛的幻想
《愛的幻想》，香港歌手羅文於1983年推出的音樂專輯，由趙文海監製。

## 簡介
這是羅文加盟華星唱片後的首張個人專輯，趙文海亦首次擔任其專輯的監製。專輯在日本製作和灌錄，並邀得日本音樂人參與編曲和混音。封面和內頁相片亦由日本攝影師拍攝，羅文華星時期的唱片美術設計者陳幼堅認為這是他們最簡單的合作，他只須編排一下相片。
主打專輯同名曲、《在我生命裡》和《中國夢》。《在我生命裡》由羅文作曲、鄭國江填詞，以G大調寫成，4/4節拍，BPM為108；主題積極樂觀，頒讚歌唱之美，是羅文經常演唱的題材。《中國夢》應1980年代初香港樂壇掀起的愛國歌曲熱潮而生，亦被視為黃霑家國情懷詞的代表作。
1984年4月，第八屆香港金唱片頒獎典禮上，羅文以此專輯獲頒本地白金唱片。

## 曲目
| A面  | A面                | A面    | A面    | A面    | A面  |
| 曲序 | 曲目               |        | 作曲   | 编曲   | 时长 |
| ---- | ------------------ | ------ | ------ | ------ | ---- |
| 1.   | 愛的幻想（純音樂） |        | 趙文海 | 趙文海 | 1:49 |
| 2.   | 中國夢             | 黃霑   | 趙文海 | 趙文海 | 4:18 |
| 3.   | 故鄉               | 林敏驄 | 王福齡 | 奧金寶 | 4:11 |
| 4.   | 今晚夜醉了         | 黃霑   | 黃霑   | 奧金寶 | 2:35 |
| 5.   | 與心談心           | 林振強 | 羅文   | 奧慶一 | 4:09 |
| 6.   | 隨著你逐彩虹       | 黃霑   | 黃霑   | 趙文海 | 2:45 |
| 7.   | 島的一方           | 林敏驄 | 林敏怡 | 林敏怡 | 3:22 |

| B面  | B面        | B面    | B面    | B面    | B面  |
| 曲序 | 曲目       |        | 作曲   | 编曲   | 时长 |
| ---- | ---------- | ------ | ------ | ------ | ---- |
| 1.   | 在我生命裡 | 鄭國江 | 羅文   | 趙文海 | 4:14 |
| 2.   | 心像一片雲 | 鄭國江 | 趙文海 | 趙文海 | 3:47 |
| 3.   | 你好       | 盧國沾 | 黎小田 | 奧金寶 | 3:56 |
| 4.   | 獨坐夜店中 | 林振強 | 黎小田 | 奧慶一 | 2:15 |
| 5.   | 秋愁       | 林振強 | 王福齡 | 奧慶一 | 3:15 |
| 6.   | 愛的幻想   | 鄭國江 | 趙文海 | 趙文海 | 5:33 |

## 製作群
| - 混音：梶篤、趙文海 - 錄音：梶篤、河合十里、鐮田岳彥 - 音樂指揮：趙文海、奧慶一 - 樂師統籌：太田憲行 - 攝影：近藤信治 | - 鼓：宮崎まさひろ、渡嘉敷祐一 - 敲擊樂：木村誠、鐮田岳彥、趙文海 - 低音結他：高水健司、岡沢章、雨水英司 - 結他：土方隆行、芳野藤丸、三烟貞二；木結他：杉本喜代志 - 鍵琴：趙文海、奧慶一 | - 小號：兼崎順一、林研一郎 - 伸縮號：新井英治、平台保夫、岡田澄夫 - 弦樂：加藤JOE高志領導的弦樂團 - 和音：羅文、趙文海、林瑞誠、伊集加代子等 |

## 流行榜成績
| 派台歌曲 | 903專業推介 | 中文歌曲龍虎榜 | 新城電台勁爆本地榜 | 勁歌金榜 | 參考資料 |
| 愛的幻想 | －          | 1              | －                 | －       | [ 12 ]   |